# Piergiorgio Donatelli
Piergiorgio Donatelli (18 agosto 1966) è un filosofo italiano.
È professore ordinario di filosofia morale e dirige il Dipartimento di Filosofia della Sapienza Università di Roma. L'etica, la sua storia e le problematiche contemporanee della filosofia sono al centro dei suoi interessi.

## Biografia
Ha studiato presso la Sapienza Università di Roma, dove ha conseguito la laurea e il dottorato, per poi perfezionarsi all'University of Pittsburgh. Ha insegnato alla LUISS Guido Carli, ed è stato professore visitatore alla University of Chicago e alla Università Pantheon-Sorbona.
La sua ricerca spazia dalla ricognizione dei classici dell’etica alla filosofia morale contemporanea, teorica e applicata. Si è occupato della riflessione sulla vita umana, in bioetica e nel pensiero teoretico e politico, dell'ambiente e delle nuove tecnologie. Nel dibattito bioetico ha difeso una concezione laica delle istituzioni. La sua proposta si situa nella filosofia analitica di ispirazione wittgensteiniana (Stanley Cavell, Cora Diamond, Iris Murdoch) che fa incontrare con i temi del pensiero democratico e perfezionista nella tradizione della filosofia di John Stuart Mill.
Dal 2011 è direttore della rivista Iride. Filosofia e discussione pubblica (il Mulino). È membro di numerosi comitati, tra cui del comitato scientifico di Bioetica. Rivista Interdiscliplinare, Etica & Politica, European Journal of Pragmatism and American Philosophy, e dell’Advisory Board della Nordic Wittgenstein Review.

## Opere

### Saggi
- Le storie dell'etica. Tradizioni e problemi (a cura di), Roma, Carocci, 2022
- La filosofia e la vita etica, Torino, Einaudi, 2020
- Filosofia morale. Fondamenti, metodi, sfide pratiche (con Gabriele De Anna e Roberto Mordacci), Milano, Le Monnier, 2019
- Il lato ordinario della vita. Filosofia ed esperienza comune, Bologna, il Mulino, 2018
- Etica. I classici, le teorie e le linee evolutive, Torino, Einaudi, 2015
- Manières d’être humain. Une autre philosophie morale, Paris, Vrin, 2015
- Quando giudichiamo morale un’azione?, Roma-Bari, Laterza, 2015 (ed. digitale)
- Decidere della propria vita, Roma-Bari, Laterza, 2015 (ed. digitale)
- La vita umana in prima persona, Roma-Bari, Laterza, 2012 (traduzione inglese: The Politics of Human Life. Rethinking Subjectivity, London, Routledge, 2021)
- Manuale di etica ambientale (a cura di), Firenze, Le Lettere, 2012
- Introduzione a Mill, Roma-Bari, Laterza, 2007
- Il senso della virtù (cura con Emidio Spinelli), Roma, Carocci, 2009
- La filosofia morale, Roma-Bari, Laterza, 2001; 20193
- Wittgenstein e l’etica, Roma-Bari, Laterza, 1998
- Etica analitica. Analisi, teorie, applicazioni (con Eugenio Lecaldano), Milano, LED, 1996; 20192

### Curatele
- Stanley Cavell, Alla ricerca della felicità. La commedia Hollywoodiana del rimatrimonio, Imola, CUE Press, 2022
- James Conant e Cora Diamond, Rileggere Wittgenstein, Roma, Carocci, 2010
- Cora Diamond, L’immaginazione e la vita morale, Roma, Carocci, 2006